# Federsee und Blinder See bei Kanzach
Das FFH-Gebiet Federsee und Blinder See bei Kanzach liegt im Osten von Baden-Württemberg und ist Bestandteil des europäischen Schutzgebietsnetzes Natura 2000. Es wurde 2005 durch das Regierungspräsidium Tübingen angemeldet. Mit Verordnung des Regierungspräsidiums Tübingen vom 5. November 2018 (in Kraft getreten am 11. Januar 2019), wurde das Schutzgebiet ausgewiesen.

## Lage
Das rund 2839 Hektar große Schutzgebiet Federsee und Blinder See bei Kanzach liegt in den Naturräumen Donau-Ablach-Platten und Riß-Aitrach-Platten. Die vier Teilgebiete befinden sich in den Gemeinden Alleshausen, Bad Buchau, Bad Schussenried, Betzenweiler, Kanzach, Moosburg, Oggelshausen, Riedlingen, Seekirch, Tiefenbach und Uttenweiler im Landkreis Biberach.

## Beschreibung
Der Landschaftscharakter des Schutzgebiets wird im Wesentlichen durch das vermoorte Federseebecken bestimmt, in dessen Zentrum der Federsee liegt.

## Schutzzweck

### Lebensraumtypen
Folgende Lebensraumtypen nach Anhang I der FFH-Richtlinie kommen im Gebiet vor:
| EU Code | * | Lebensraumtyp (offizielle Bezeichnung)                                                             | Kurzbezeichnung                   |
| ------- | - | -------------------------------------------------------------------------------------------------- | --------------------------------- |
| 3150    |   | Natürliche eutrophe Seen mit einer Vegetation des Magnopotamions oder Hydrocharitions              | Natürliche nährstoffreiche Seen   |
| 3160    |   | Dystrophe Seen und Teiche                                                                          | Dystrophe Seen                    |
| 6410    |   | Pfeifengraswiesen auf kalkreichem Boden, torfigen und tonig-schluffigen Böden (Molinion caeruleae) | Pfeifengraswiesen                 |
| 6430    |   | Feuchte Hochstaudenfluren der planaren und montanen bis alpinen Stufe                              | Feuchte Hochstaudenfluren         |
| 7120    |   | Noch renaturierungsfähige degradierte Hochmoore                                                    | Geschädigte Hochmoore             |
| 7140    |   | Übergangs- und Schwingrasenmoore                                                                   | Übergangs- und Schwingrasenmoore  |
| 7210    | * | Kalkreiche Sümpfe mit Cladium mariscus und Arten des Caricion davallianae                          | Kalkreiche Sümpfe mit Schneidried |
| 7230    |   | Kalkreiche Niedermoore                                                                             | Kalkreiche Niedermoore            |
| 91D0    | * | Moorwälder                                                                                         | Moorwälder                        |

### Arteninventar
Folgende Arten von gemeinschaftlichem Interesse kommen im Gebiet vor:
| Bild                        | EU Code | * | Art                         | wissenschaftlicher Name     | Artengruppe           |
| --------------------------- | ------- | - | --------------------------- | --------------------------- | --------------------- |
| Vierzähnige Windelschnecke  | 1013    |   | Vierzähnige Windelschnecke  | Vertigo geyeri              | Schnecken             |
| Schmale Windelschnecke      | 1014    |   | Schmale Windelschnecke      | Vertigo angustior           | Schnecken             |
| Große Moosjungfer           | 1042    |   | Große Moosjungfer           | Leucorrhinia pectoralis     | Libellen              |
| Goldener Scheckenfalter     | 1065    |   | Goldener Scheckenfalter     | Euphydryas aurinia          | Schmetterlinge        |
| Steinkrebs                  | 1093    | * | Steinkrebs                  | Austropotamobius torrentium | Krebse                |
| Schlammpeitzger             | 1145    |   | Schlammpeitzger             | Misgurnus fossilis          | Fische und Rundmäuler |
| Steinbeißer                 | 1149    |   | Steinbeißer                 | Cobitis taenia              | Fische und Rundmäuler |
| Biber                       | 1337    |   | Biber                       | Castor fiber                | Säugetiere            |
| Firnisglänzendes Sichelmoos | 1381    |   | Firnisglänzendes Sichelmoos | Drepanocladus vernicosus    | Moose                 |
| Sumpf-Glanzkraut            | 1903    |   | Sumpf-Glanzkraut            | Liparis loeselii            | Pflanzen              |

### Zusammenhängende Schutzgebiete
Folgende Naturschutzgebiete sind Bestandteil des FFH-Gebiets:
- Blinder See Kanzach
- Federsee
- Nördliches Federseeried
- Riedschachen
- Südliches Federseeried
- Westliches Federseeried/Seelenhofer Ried
- Wildes Ried